# New Lisbon (Wisconsin)
New Lisbon è una città degli Stati Uniti d'America, situata in Wisconsin, nella Contea di Juneau.